# 기원전 28세기
기원전 28세기는 기원전 2800년부터 기원전 2701년까지를 말한다.

## 사건
- 쿠쿠테니-트리필랴 문화의 몰락.
- 메소포타미아 초기왕조 2기 시작.

## 년대와 년도
| 기원전 2800년대 | 전2809 | 전2808 | 전2807 | 전2806 | 전2805 | 전2804 | 전2803 | 전2802 | 전2801 | 전2800 |
| 기원전 2790년대 | 전2799 | 전2798 | 전2797 | 전2796 | 전2795 | 전2794 | 전2793 | 전2792 | 전2791 | 전2790 |
| 기원전 2780년대 | 전2789 | 전2788 | 전2787 | 전2786 | 전2785 | 전2784 | 전2783 | 전2782 | 전2781 | 전2780 |
| 기원전 2770년대 | 전2779 | 전2778 | 전2777 | 전2776 | 전2775 | 전2774 | 전2773 | 전2772 | 전2771 | 전2770 |
| 기원전 2760년대 | 전2769 | 전2768 | 전2767 | 전2766 | 전2765 | 전2764 | 전2763 | 전2762 | 전2761 | 전2760 |
| 기원전 2750년대 | 전2759 | 전2758 | 전2757 | 전2756 | 전2755 | 전2754 | 전2753 | 전2752 | 전2751 | 전2750 |
| 기원전 2740년대 | 전2749 | 전2748 | 전2747 | 전2746 | 전2745 | 전2744 | 전2743 | 전2742 | 전2741 | 전2740 |
| 기원전 2730년대 | 전2739 | 전2738 | 전2737 | 전2736 | 전2735 | 전2734 | 전2733 | 전2732 | 전2731 | 전2730 |
| 기원전 2720년대 | 전2729 | 전2728 | 전2727 | 전2726 | 전2725 | 전2724 | 전2723 | 전2722 | 전2721 | 전2720 |
| 기원전 2710년대 | 전2719 | 전2718 | 전2717 | 전2716 | 전2715 | 전2714 | 전2713 | 전2712 | 전2711 | 전2710 |
| 기원전 2700년대 | 전2709 | 전2708 | 전2707 | 전2706 | 전2705 | 전2704 | 전2703 | 전2702 | 전2701 | 전2700 |
| 기원전 2690년대 | 전2699 | 전2698 | 전2697 | 전2696 | 전2695 | 전2694 | 전2693 | 전2692 | 전2691 | 전2690 |